# General Roca
Pour les articles homonymes, voir Roca.
General Roca est une ville d'Argentine et le chef-lieu du département de General Roca, en province de Río Negro. C'est une des villes importantes de la haute vallée du Río Negro en Patagonie ; elle est  située sur la rive gauche du fleuve.

## Population

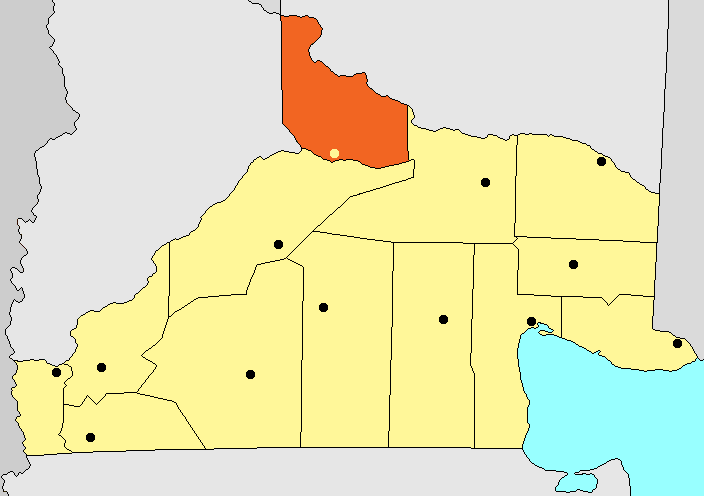
Localisation dans la province

La ville comptait 78 275 habitants en 2001, soit une hausse de 12,6 % par rapport aux 61 846 de 1991. La ville est ainsi la 2e localité la plus peuplée de la province après San Carlos de Bariloche.

## Situation - Accès
La ville se trouve à 1 200 km au sud-ouest de Buenos Aires, à 505 de Bahía Blanca, à 513 km de Viedma, la capitale provinciale, a 400 km du port en eau profonde de San Antonio Este et plus ou moins 1 200 km de Córdoba.
General Roca est reliée au reste du pays par la route nationale 22, et traversée par les routes provinciales Nº 6 et 65, qui la relient avec les autres villes de l'« Alto Valle du río Negro », avec la région sud de la province et avec la province de La Pampa. 

Au centre de la ville circule la ligne du chemin de fer General Roca qui relie Zapala avec Buenos Aires, en passant par Bahía Blanca. 

Elle possède en outre un aéroport.

## Économie
General Roca se trouve au centre de la Haute vallée du Río Negro, véritable oasis agroindustriel de plus de 100 000 ha de terres irriguées. Elle forme, avec Villa Regina, Allen, Cipolletti et Neuquén la ville linéaire de la Haute Vallée. 

L'économie très dynamique repose sur les vignobles, les cultures de pommes, de poires et d'autres fruits et légumes. 

Industries : fabrication de matériel frigorifique.